# Tess Gaerthé
Tess Gaerthé (Amsterdam, 21 augustus 1991) is een Nederlands zangeres, actrice en televisiepresentatrice. Tess, beter bekend zonder achternaam, was de Nederlandse deelnemer aan het derde Junior Eurovisiesongfestival 2005. Met "Stupid" eindigde ze op een zevende plaats. Ze kreeg 82 punten. Tess heeft samen met haar broer Joël een opleiding in de muziek gevolgd.

## Biografie
Tess is door een nicht, de actrice Amber Teterissa (Tess' moeder was de peettante van Amber), ingeschreven bij het castingbureau Martha Mojet Kindercasting. De eerste keer dat Tess op televisie verscheen was hiervan het directe gevolg. Het betrof een commercial van Mora (een Unilever merk) waarin Tess de kreet Lekker belangrijk! uitte. In 2002 heeft Tess geacteerd in de film Verder dan de maan die in 2003 werd uitgebracht. In juni 2004 won Tess een ontmoeting met een van haar idolen Norah Jones. Luisteraars van het Radio 2 programma Schiffers.fm konden deze prijs winnen door een van de liedjes "Don’t know why" of "Sunrise" van Jones te zingen en in te zenden naar het programma. Tess was een van de twee winnaressen dankzij haar ingezonden uitvoering van het nummer "Don’t know why".

### Eurovisiesongfestival
Tess heeft, met het zelfgeschreven liedje "Stupid", Nederland vertegenwoordigd op het Junior Eurovisiesongfestival 2005 in Hasselt, België. Tess won zowel in de halve finale als de finale van het Junior Songfestival, de Nederlandse preselectie van het Junior Eurovisiesongfestival, met de maximale 36 punten. Op de internationale finale in Hasselt eindigde ze op de 7e plaats met 82 punten.
Op 2 september 2005 verscheen de verzamel-cd Junior Eurovisiesongfestival 2005 met de liedjes van de tien finalisten die in de twee halve finales hadden opgetreden plus het liedje "Alles wat ik wil" waarin de finalisten gezamenlijk optraden. De cd werd uitgebracht door EMI. Op 9 oktober 2005 bracht EMI het nummer "Stupid" van Tess als cd-single uit. "Stupid" kwam op 16 oktober 2005 nieuw binnen in de Kids Top 20 van Jetix op de tweede plaats en bereikte een week later de eerste plaats. Toen de single in februari 2006 nog steeds op nummer 1 stond, werd besloten om het nummer uit de stemlijst te halen.

### Na het songfestival
In september 2006 kwam het nummer First Kiss uit, het liedje geschreven door Tess moest lang wachten op een release omdat de platenmaatschappij EMI de release van de single steeds vooruit schoof. Dit vond Tess op het laatst niet meer acceptabel voor de fans, die al sinds maart op het plaatje zaten te wachten. Ze besloot om het in eigen beheer uit te geven. Via haar website kan het plaatje gesigneerd besteld worden. Op 16 september 2006 heeft Tess de videoclip bij het nummer "First Kiss" opgenomen op het strand van Kijkduin. In de clip geven verschillende figuranten/fans elkaar kusjes. De clip was 7 oktober 2006 "Tip van de week" bij de Kids Top 20. In week 42 kwam de single op plaats 15 binnen op de Kids Top 20. De week daarop kwam Tess met First Kiss bovenaan. Vervolgens bleef de single 26 weken in de top 3 van de Kids Top 20 waarop Jetix haar een trofee aanbood als langst genoteerde artiest. Het nummer is dus erg geliefd bij het jongere publiek (8-12 jaar). First Kiss was later verkrijgbaar bij de speelgoedwinkel Intertoys.
In juni 2007 schreef Tess, samen met Filip Debolster, de titelsong van de Jetix jeugdserie- Spetter en nam deze op in de studio van Willem Laseroms, FBI Beats. De kinderserie over de dolfijn Spetter is vanaf 12 juni te zien. Het lied is als Mijn Allerbeste Vriend uitgebracht op cd-single. Op het moment ligt de single in de platenzaken. Deze single is namelijk niet in eigen beheer uitgebracht. Ook in juni is de single Bedtime opnieuw uitgebracht. Eerder, in 2006, werd dat lied geen succes. Nu is hij gesigneerd te bestellen op Tess' website. In 2007 mocht ze eenmalig de Kids Top 20 presenteren.
Tess zong ook samen met Thomas Berge de Nederlandse vertaling van het lied You Are The Music In Me uit de film High School Musical 2. Het lied heet De Stem Van Mijn Hart. De single kwam uit op 6 oktober 2007 en was een vrij groot succes.
Op 4 januari 2008 moest Tess, samen met Ali B. de eerste Kids Top 20 Award delen voor de langst genoteerde nummer 1-hit van de voorgaande vijf jaren. In de schouwburg van Almere reikte TROS-presentatrice Monique Smit de prijzen uit.
In februari 2021 bracht Tess een nieuwe akoestische versie van het nummer 'Stupid' uit.

## Optredens
Tess heeft in 2006 en 2007 al diverse optredens gedaan, o.a voor een gesloten fandag in Amsterdam. Maar ook voor een benefietconcert bij Totaly Kidz waar ze naast "Stupid" het nummer "Blij met elkaar" ten gehore bracht met Daisy. "Blij met elkaar" is geschreven door Jan De Vuyst. Naast de mid-tempo feelgood songs zoals die ook vaak ten gehore worden gebracht op het Eurovisiesongfestival, zingt Tess ook jazz- en bluesnummers, zoals haar tweede single "Bedtime" en "You gave me life". Ze treedt het liefst op met "haar" band, The Rhythm Chiefs, waarbij dan tijdens deze gezamenlijke optredens ook haar tweelingbroer, Joël, participeert op de piano. Verder doet ze af en toe een gastoptreden met de Foreverband. Haar meeste tijd steekt ze echter vooralsnog in haar schoolopleiding (pop/jazz, kunsthumaniora)

## Persoonlijk
Tess heeft een oudere tweelingbroer. Ze woont met haar familie in Berchem in Antwerpen.

## Discografie

### Album
| Album met eventuele hitnotering(en) in de Nederlandse Album Top 100 | Datum van verschijnen | Datum van binnenkomst | Hoogste positie | Aantal weken | Opmerkingen |
| ------------------------------------------------------------------- | --------------------- | --------------------- | --------------- | ------------ | ----------- |
| Onweerstaanbaar                                                     | 06-03-2008            | 15-03-2008            | 77              | 5            |             |

### Singles
| Single met eventuele hitnotering(en) in de Nederlandse Top 40 | Datum van verschijnen | Datum van binnenkomst | Hoogste positie | Aantal weken | Opmerkingen                                    |
| ------------------------------------------------------------- | --------------------- | --------------------- | --------------- | ------------ | ---------------------------------------------- |
| Stupid                                                        | 2005                  | -                     |                 |              | als Tess / Nr. 16 in de Single Top 100         |
| De stem van mijn hart                                         | 2007                  | 06-10-2007            | tip2            | -            | met Thomas Berge / Nr. 45 in de Single Top 100 |
| Little pink thing                                             | 2008                  | -                     |                 |              | als Tess / Nr. 64 in de Single Top 100         |